# Gabriela Gwisdek

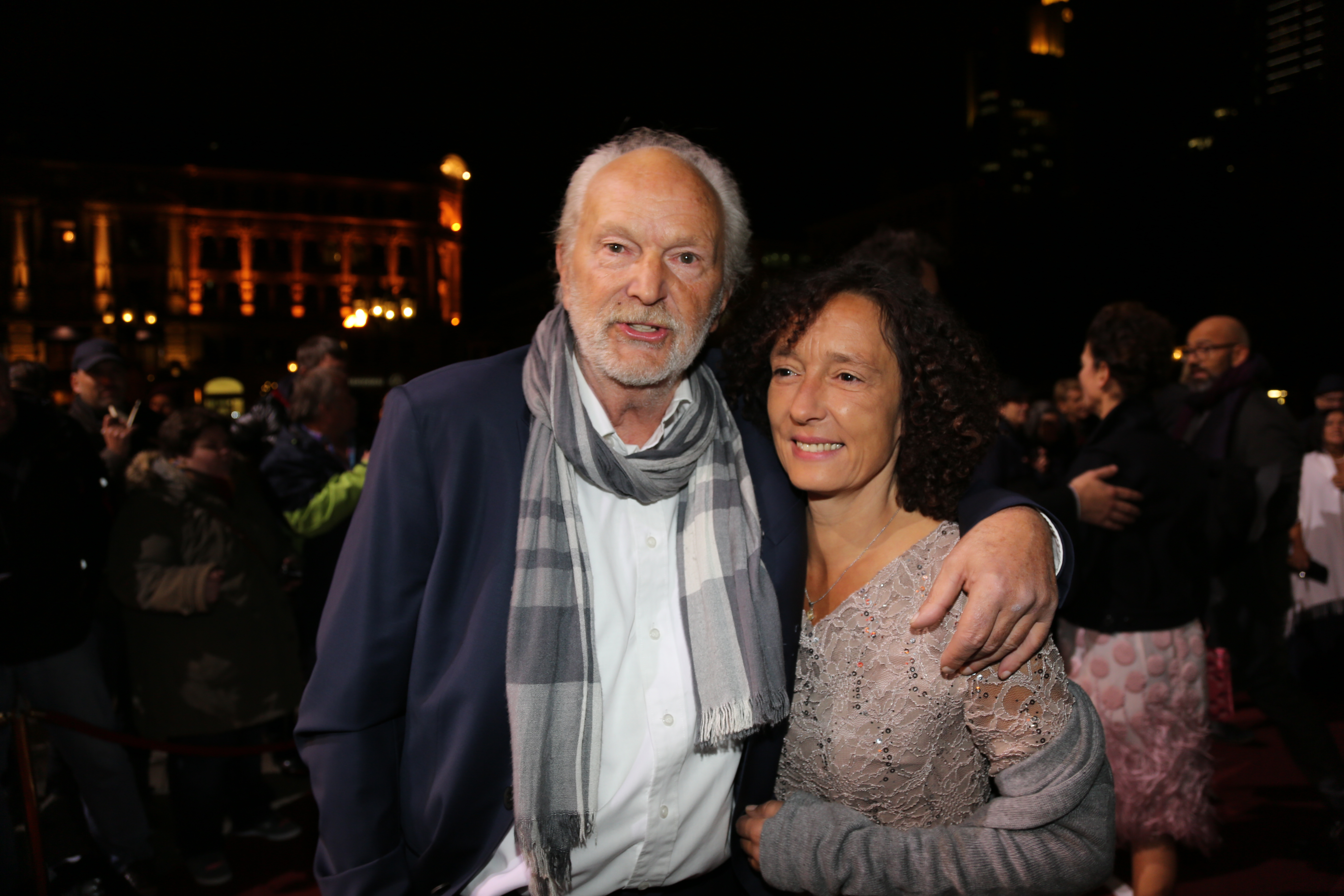
Gabriela Gwisdek (rechts) mit ihrem Mann Michael Gwisdek (2015)

Gabriela Gwisdek (* 1966 als Gabriela Lehmann in Bautzen) ist eine deutsche Schriftstellerin und Requisiteurin.

## Leben
Gabriela Gwisdek arbeitete lange Jahre als Requisiteurin für Theater, Film und Fernsehen. Im August 2010 erschien mit dem Psycho-Thriller Die Fremde ihr erster Roman. Für die ZDF-Krimikomödie Schmidt & Schwarz mit Michael Gwisdek und Corinna Harfouch, die ursprünglich als Krimi-Reihe angedacht war, schrieb sie 2011 das Drehbuch. 2013 veröffentlichte sie ihren zweiten und bislang letzten Psycho-Thriller Nachts kommt die Angst.
Von 2007 bis zu dessen Tod 2020 war sie mit dem Schauspieler Michael Gwisdek verheiratet. Sie lebt in der Gemeinde Schorfheide in Brandenburg. 2021 gründete sie die Schauspieleragentur „Gwisdek-die-Agentur“.